# Мотуз Галина Федосіївна
Галина Федосіївна Мотуз (нар. 1940, село Любимівка, тепер Каховського району Херсонської області) — українська радянська діячка, завідувачка молочнотоварної ферми колгоспу імені Крупської Каховського району Херсонської області. Депутат Верховної Ради СРСР 8-го скликання.

## Життєпис
Народилася 1940 (або 5 березня 1939) року в селянській родині. Закінчила семирічну школу в селі Любимівці.
У 1953—1961 роках — колгоспниця, доярка колгоспу імені Крупської села Любимівки Каховського району Херсонської області.
Освіта середня спеціальна. З 1961 по 1964 рік навчалася в Каховському зоотехнічному технікумі Херсонської області.
З 1964 року — завідувачка тваринницької (молочнотоварної) ферми № 4 колгоспу імені Крупської села Любимівки Каховського району Херсонської області.
Потім — на пенсії в смт. Любимівці Каховського району Херсонської області.

## Нагороди
- медаль «За доблесну працю. В ознаменування 100-річчя з дня народження Володимира Ілліча Леніна» (1970)